# Helbirga Babenberg
Helbirga Babenberg (zm. 13 lipca 1142 r. w klasztorze Göttweig) – zwana także Gerberga – księżna czeska.
Helbirga była córką margrabiego Leopolda II Pięknego z dynastii Babenbergów. 18 października 1100 r. poślubiła w Znojmie czeskiego księcia Borzywoja II. Jej siostra Ida była żoną Luitpolda Znojemskiego. 
Z małżeństwa Helbirgi i Borzywoja II pochodziło pięcioro dzieci:
- Jaromir (zmarł około 1135 r.),
- Spitygniew (zmarł 9 stycznia 1157 r.),
- Lupold (zmarł 1143 r.),
- Albrecht (zmarł 7 kwietnia przed 1124 r.),
- Rycheza (zmarła 27 lutego przed 1124 r.).

Po śmierci męża (zm. 2 lutego 1124 r.) powróciła do Austrii, gdzie brat Leopold III przekazał jej majątki ziemskie. Pod koniec życia wstąpiła do klasztoru Gottweig, gdzie zmarła.